# Малка синя чапла
Малка синя чапла (Egretta caerulea) е вид птица от семейство Чаплови (Ardeidae). Видът е незастрашен от изчезване.

## Разпространение
Разпространен е в Ангуила, Антигуа и Барбуда, Аржентина, Аруба, Бахамски острови, Барбадос, Белиз, Бермудски острови, Боливия, Бонер, Свети Евстатиус, Саба, Бразилия, Канада, Кайманови острови, Чили, Колумбия, Коста Рика, Куба, Доминика, Доминиканска република, Еквадор, Салвадор, Френска Гвиана, Гренада, Гваделупа, Гватемала, Гвиана, Хаити, Хондурас, Ямайка, Мартиника, Мексико, Монсерат, Никарагуа, Панама, Парагвай, Перу, Пуерто Рико, Сейнт Китс и Невис, Сейнт Лусия, Свети Мартин, Сейнт Винсент и Гренадини, Суринам, Тринидад и Тобаго, Търкс и Кайкос, САЩ, Венецуела, Британски Вирджински острови и Вирджински острови.